# Leo P. Kadanoff
Leo Philip Kadanoff (Nova York, 14 de gener de 1937 - Chicago, 26 d'octubre de 2015) va ser un professor emèrit de física en la Universitat de Chicago i President de l'American Physical Society (APS). Era conegut àmpliament per les seves contribucions a la física estadística, teoria del caos, i per ser un teòric de la Física de la matèria condensada.
En reconeixement del seu treball, va guanyar el Premi Buckley de l'American Physical Society (1977), el Premi Wolf en Física (1980), el 1989 la Medalla Boltzmann de la IUPAP, en 2006 la Medalla Lorentz i la National Medal of Science.